# Mikael Egill Ellertsson
Mikael Egill Ellertsson, né le 11 mars 2002 à Reykjavik en Islande, est un footballeur international islandais qui évolue au poste de milieu central au Genoa.

## Biographie

### En club
Né à Reykjavik en Islande, Mikael Egill Ellertsson est formé par le Fram Reykjavik.
Le 30 août 2021, Ellertsson est recruté par Spezia, s'engageant pour un contrat de cinq ans. Il est prêté dans la foulée à la SPAL jusqu'en juin 2022.
Le 26 janvier 2023, lors du mercato hivernal, Mikael Egill Ellertsson rejoint le Venise FC. Il signe un contrat courant jusqu'en juin 2027.
Ellertsson inscrit son premier but pour le club le 23 avril 2023, face à Ternana, en championnat. Il est titularisé et participe à la victoire de son équipe par quatre buts à un
Le 31 janvier 2025, Mikael Egill Ellertsson signe en faveur du Genoa CFC. Il est toutefois prêté dans la foulée au Venise FC jusqu'à la fin de la saison.

### En sélection
Mikael Egill Ellertsson représente l'Islande en sélection. Il joue notamment avec les moins de 17 ans entre 2017 et 2018. Avec cette équipe, il se fait notamment remarquer le 16 octobre 2018, en marquant un doublé contre Gibraltar (victoire 0-8 des Islandais). Il participe ensuite au championnat d'Europe des moins de 17 ans en 2019. Lors de cette compétition organisée en Irlande, il joue trois matchs et se fait remarquer en inscrivant deux buts, contre la Hongrie le 7 mai (défaite 1-2 de l'Islande) et face au Portugal (4-2 pour le Portugal).
Convoqué pour la première fois avec les espoirs en septembre 2021, Ellertsson est directement titularisé lors de sa première apparition, face à la Grèce le 7 septembre 2021. Les deux équipes se neutralisent ce jour-là (1-1 score final),.
Mikael Egill Ellertsson honore sa première sélection avec l'équipe nationale d'Islande le 8 octobre 2021, en entrant en jeu contre l'Arménie. Les deux équipes se séparent sur un match nul ce jour-là (1-1).